# Ducado de Arc-en-Barrois
El ducado de Arc-en-Barrois (en francés: Duché d'Arc-en-Barrois) fue un título nobiliario del Reino de Francia.

## Historia del título
En 1711 el rey Luis XIV de Francia otorgó a Luis Alejandro de Borbón, su hijo legitimado, el ducado de Arc-en-Barrois. Se extinguió en 1790 tras la abolición de los títulos nobiliarios del antiguo régimen durante la I República francesa. 
Durante el primer mandato de Luis XVIII en 1814 se restauran los títulos del Antiguo Régimen hasta 1824 durante el periodo de los 100 días en que Napoleón Bonaparte recuperó el poder. Durante este periodo pasó a ser propiedad de la hija de Luis Juan María de Borbón, Luisa María Adelaida de Borbón, casada con Luis Felipe de Orleans. 
En 1848 se proclama la Segunda República Francesa y se vuelven a abolir todos los títulos nobiliarios. Durante el II Imperio de Napoleón III se vuelven a reconocer hasta 1870 tras proclamarse la III República. Actualmente están regulados desde 1986 por el Ministerio de Justicia a través de la Oficina de Derecho Civil General (Bureau du droit civil général).

### Duques de Arc-en-Barrois (desde 1711)
|                                  | Titular                          | Periodo                          |
| Creación por Luis XIV de Francia | Creación por Luis XIV de Francia | Creación por Luis XIV de Francia |
| -------------------------------- | -------------------------------- | -------------------------------- |
| I                                | Luis Alejandro de Borbón         | 1711-1737                        |
| II                               | Luis Juan María de Borbón        | 1737-1790                        |

## Historia de la localidad
Arc-en-Barrois es una población y comuna francesa, en la región de Champaña-Ardenas, departamento de Alto Marne, en el distrito de Chaumont y cantón de Arc-en-Barrois.
Ubicada en una antigua vía romana, se construyó una fortaleza para proteger la vía y en torno a ella se agruparon los agricultores del lugar para estar protegidos. También se edificó un albergue para los viajeros. El lugar fue fortificado hasta el siglo XIII pero se paralizó por la construcción de un castillo. 

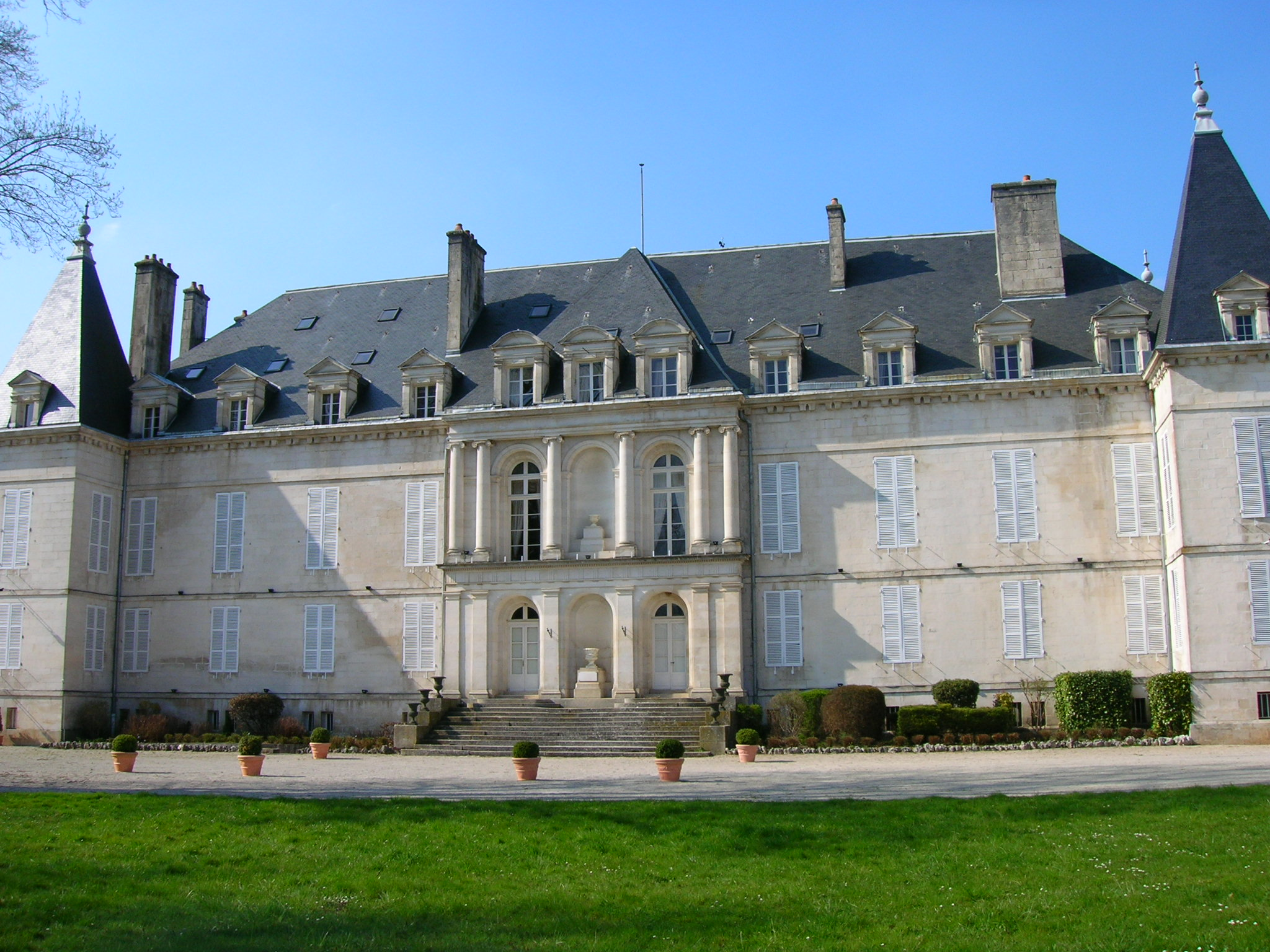
Castillo de Arc-en-Barrois.

El pueblo fue primero un marquesado y después se convirtió en ducado. El castillo, ocupado por los borgoñones en el siglo XV, fue reconstruido en el siglo XVII y destruido definitivamente durante la Revolución. En 1629, el pueblo experimentó un brote de peste que se desencadenó para marcar el paso de los viajeros que se hospedaban en una posada cercana al pueblo. En el siglo XVII, Arc-en-Barrois fue fortificado y rodeado de fosos. Las zanjas se llenaron en el marco del conde de Tolosa y las paredes fueron demolidas a principios de la Revolución.
La campiña de Arc-en-Barrois en 1622 pertenecía a Nicolás de L'Hospital, duque de Vitry, en 1679 fue comprado por su hijo el conde de Morstein quien lo cedió en 1693 a Luis Alejandro de Borbón, conde de Tolosa. Su hijo, Jean Louis Marie de Borbón, duque de Penthièvre heredó la finca. Tras los horrores de la Revolución, la zona fue restaurada en 1814 con la hija del duque, la duquesa de Bretaña, Luisa María Adelaida de Borbón, quien se había casado en 1769 Luis Felipe II, duque de Orleans. La hija de esta última, Adelaida de Orleans (hermana de quien sería Luis Felipe I de Francia), heredó el castillo y reconstruyó la ubicación actual de la primera fortaleza. Legó a su ahijado, el príncipe de Joinville el castillo. 
Durante la Primera Guerra Mundial, el castillo estuvo a disposición de los heridos de guerra.
En 1972, Arc-en-Barrois se fusionó con el municipio de Aubepierre, y más tarde se separa en 1982.